# Kudausfushi
Kudausfushi ou Mahufuri est une petite île inhabitée des Maldives.

## Géographie
Kudausfushi est située dans le centre des Maldives, au Sud-Est de l'atoll Mulaku, dans la subdivision de Meemu. 